# Chór Akademicki im. prof. Jana Szyrockiego ZUT w Szczecinie (dawniej Politechniki Szczecińskiej)
Chór Akademicki im. prof. Jana Szyrockiego ZUT w Szczecinie (dawniej Chór Akademicki Politechniki Szczecińskiej, CHAPS) – akademicki zespół śpiewaczy działający przy Zachodniopomorskim Uniwersytecie Technologicznym w Szczecinie (przed utworzeniem ZUT – przy Politechnice Szczecińskiej), noszący imię założyciela zespołu i wieloletniego dyrygenta, Jana Szyrockiego.

## Historia chóru

### Inicjator utworzenia chóru i pierwszy dyrygent
Inicjatywę utworzenia chóru podjął na początku roku akademickiego 1952/1953 Jan Szyrocki – dwudziestoletni student Wydziału Budownictwa Lądowego i Wodnego Szkoły Inżynierskiej w Szczecinie, uczeń Szkoły Muzycznej w Rybniku. Chór formalnie utworzono 19 listopada 1952 roku. Jan Szyrocki został jego dyrygentem i dyrektorem artystycznym. Jako student (do 1956 roku), a następnie jako pracownik uczelni (1956–1978) uzupełniał swoją wiedzę muzyczną w kraju i za granicą (Poznań, Haga, Wiedeń), specjalizując się w dyrygenturze. Wkrótce porzucił technikę dla muzyki i jej popularyzacji. W Politechnice Szczecińskiej kierował Studium Kultury Muzycznej (było jedyną tego typu jednostką na polskich uczelniach technicznych). Pracował również w Akademii Muzycznej im. Ignacego Jana Paderewskiego w Poznaniu i w Akademii Muzycznej im. Feliksa Nowowiejskiego w Bydgoszczy. Otrzymał w 1989 roku tytuł profesora sztuk muzycznych.
Jan Szyrocki zmarł 9 kwietnia 2003 roku w Szczecinie, po ciężkiej chorobie.

### Lata 1952–2003
W czasie pełnienia funkcji dyrektora artystycznego i dyrygenta przez Jana Szyrockiego chór, liczący 80 osób (od 1953 roku współpracujący z Filharmonią Szczecińską), stał się wizytówką Polski na świecie.  
Pierwsze występy zagraniczne odbyły się w 1959 roku w Bułgarii. W kolejnych latach chór śpiewał w całej Europie oraz w wielu innych krajach (łącznie 80 krajów na czterech kontynentach). Był czterokrotnie zapraszany do Stanów Zjednoczonych. Koncertował w Kanadzie, Brazylii, Argentynie, Urugwaju, Indiach, Tajlandii i Izraelu, na Wyspach Kanaryjskich, Kubie i Filipinach. 
W repertuarze zespół miał utwory z różnych epok, od muzyki średniowiecznej i renesansowej do pieśni, piosenek ludowych i innych (utwory 80 kompozytorów z 20 krajów świata).
Od roku 1973 do utworzonego w Szczecinie Stowarzyszenia Śpiewaczego należy 50-osobowy chór, utworzony przez byłych studentów, członków Chóru Akademickiego Politechniki Szczecińskiej. Jego dyrygentem był również Jan Szyrocki. Członkowie obu chórów śpiewali wspólnie w czasie koncertów wymagających większego aparatu wykonawczego.

Alte Oper we Frankfurcie nad Menem

Chór Politechniki Szczecińskiej uczestniczył w licznych festiwalach i konkursach, m.in.:
- 1980 – konkurs w Tolosa (pierwsze miejsce)
- 1985 – Międzynarodowy Festiwal Chóralny  „Europa Cantat” w Strassburgu
- 1985, 1989 – Festiwal Muzyki Współczesnej „Warszawska Jesień”
- 1987 – I Światowe Sympozjum Muzyki Chóralnej w Wiedniu
- 1987 – Międzynarodowy Konkurs Chórów Studenckich we Wrocławiu (pierwsze miejsce)
- 1989 – Festiwal Alte Oper we Frankfurcie
- 1990 – Festiwal Oratoryjno-Kantatowy „Wratislavia Cantans”
- 1992 – Światowy Festiwal Chórów Uniwersyteckich w Walencji (z okazji 500-lecia odkrycia Ameryki)

W okresie od listopada 1992 do czerwca 1993 roku uroczyście obchodzono 40-lecie działalności chóru. Kulminacją tych obchodów było wykonanie – z orkiestrą Sinfonia Varsovia – dwóch koncertów: 
- Sabat Mater Rossiniego pod dyr. Jana Szyrockiego
- Missa Solemnis Ludwiga van Beethovena  pod. dyr. Krzysztofa Pendereckiego

### Po roku 2003
Następcami Jana Szyrockiego, założyciela chóru i dyrygenta w latach 1952–2003, byli:  
- 2003–2005 – Richard Zielinski[c]
- 2005–2006 – Roman I. Drozd[7]
- od 2006 – Szymon Wyrzykowski

Z Richardem Zielinskim chór odbył duże tournee koncertowe po Stanach Zjednoczonych (luty–marzec 2005). Pod kierownictwem Romana Drozda przygotowano „Requiem Polskie” Krzysztofa Pendereckiego, które zostało wykonane – pod batutą kompozytora – 10 grudnia 2005 roku w Stoczni Szczecińskiej „Nowa”. 
Od października 2006 roku stanowisko dyrektora artystycznego i dyrygenta zajmuje Szymon Wyrzykowski. Oprócz bogatego programu a cappella zespół wykonuje liczne dzieła oratoryjno–kantatowe z różnych epok (przede wszystkim z XX i XXI w.). 
Studium Kultury ZUT jest siedzibą czterech uczelnianych zespołów chóralnych, działających w trzech stowarzyszeniach:

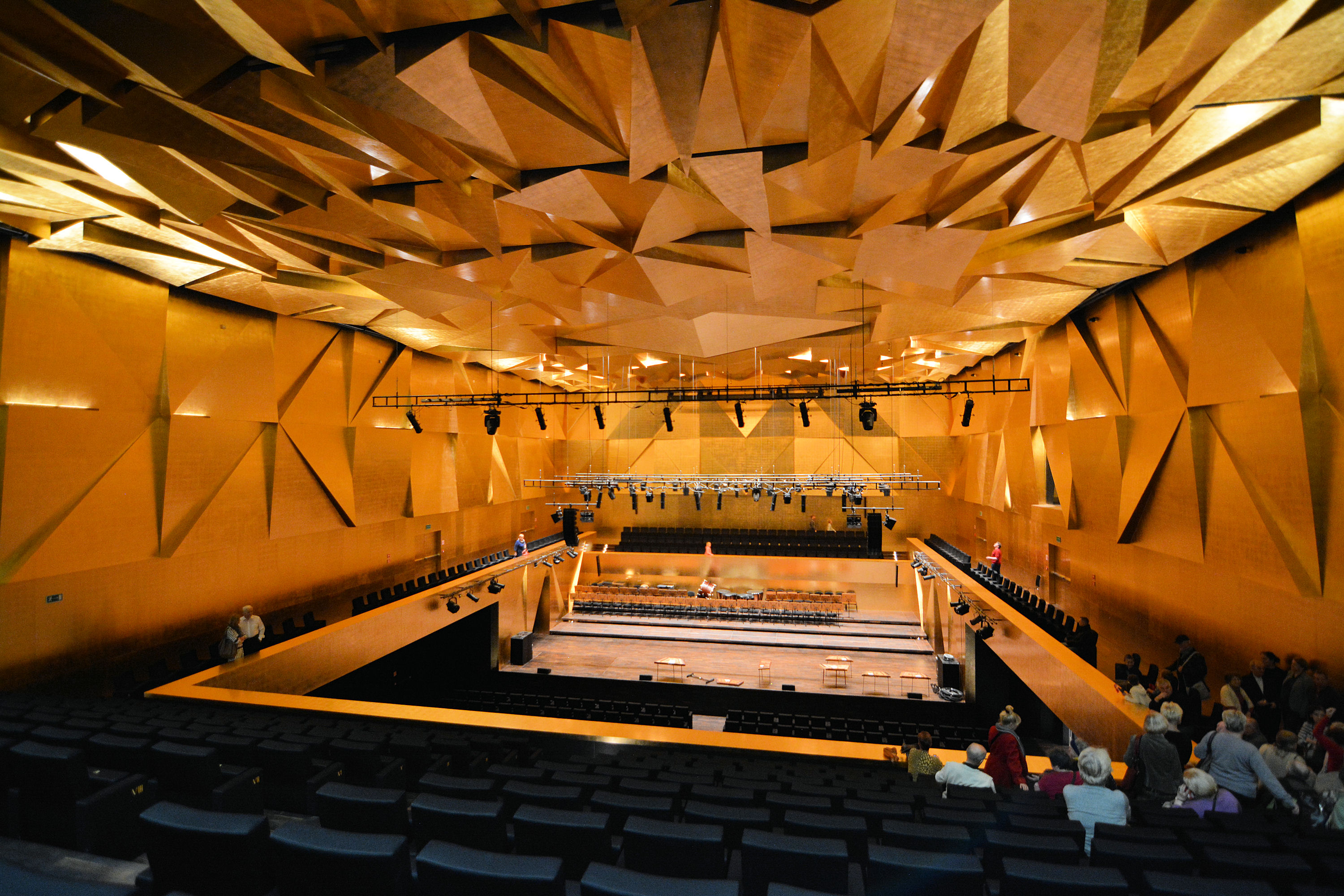
Sala główna nowego gmachu Filharmonii im. Karłowicza w Szczecinie

- Stowarzyszeniu Śpiewaczym „Chór Akademicki im. prof. Jana Szyrockiego Zachodniopomorskiego Uniwersytetu Technologicznego w Szczecinie”:

– 80-osobowy Zespół Koncertujący
– 30-osobowy Zespół Przygotowawczy (tzw. Zespół Młodych CHAPS)
– Polsko-Niemiecka Akademia Chóralna „in terra pax”
- Stowarzyszeniu „Chór Collegium Maiorum Zachodniopomorskiego Uniwersytetu Technologicznego w Szczecinie” (50–osobowy Zespół Absolwentów CHAPS „Collegium Maiorum”)
- Stowarzyszeniu Przyjaciół Chóru Dziecięcego „Don–Diri–Don” Zachodniopomorskiego Uniwersytetu Technologicznego w Szczecinie (80-osobowy Zespół Dziecięcy)[10]

W dniach 24 i 25 października 2014 roku uroczyście zakończono obchody 60-lecia chóru. W związku z tym wydarzeniem w nowym gmachu Filharmonii Szczecińskiej odbył się koncert symfoniczny Missa di Requiem G. Verdiego i uroczysty koncert galowy a cappella.

## Repertuar
Wykonania a cappella (wybór)
- Anton Bruckner, Ave Maria
- Javier Busto, Ave Maria
- Mikołaj Gomółka, Radujcie się
- Wacław z Szamotuł, Już się zmierzcha
- Henryk Mikołaj Górecki, Amen
- Marek Jasiński, Psalm 100
- Marek Jasiński, Stabat Mater
- A. Koszewski, Serioso-Giocoso
- Juliusz Łuciuk, Nie będę płakała
- Paweł Łukaszewski, Ave Maria
- Alessandro Scarlatti, Exultate Deo
- Karol Szymanowski, A chtóz tam puka
- Józef Świder, Marsz
- Romuald Twardowski, Regina coeli
- Pēteris Vasks, Mate Saule
- Jan Campanus Vodňanský, Rorando coeli
- Mikołaj Zieleński, Haec dies
- Mikołaj Zieleński, Magna est gloria eius

Wykonania wokalno-instrumentalne (wybór)
- Johann Sebastian Bach, Magnificat, Kantaty nr 50 i 56, Motet „Komm, Jezu, komm”, Motet „Lobet dan Herrn, alle Heiden”
- Ludwig van Beethoven, IX Symfonia, Msza C-dur, Missa Solemnis
- Aleksandr Borodin, Tańce połowieckie
- Johannes Brahms, Niemieckie requiem (Deutsches Requiem)
- Benjamin Britten, War reqiuem
- Anton Bruckner, Msza e-moll
- David Fanshawe, African Sanctus
- Christoph Willibald Gluck, Orfeusz i Eurydyka
- Henryk Mikołaj Górecki, Beatus vir, II Symfonia „Kopernikowska”
- Georg Friedrich Händel, Mesjasz
- Charles William Heimermann, Mass of Angels
- Joseph Haydn, Stworzenie Świata
- Arthur Honegger, Kantata na Boże Narodzenie
- Marek Jasiński, In principio
- Wojciech Kilar, Bogurodzica
- Gustav Mahler, II Symfonia
- Felix Mendelssohn-Bartholdy, II Symfonia „Lobgesang”, Sen nocy letniej
- Claudio Monteverdi, Nieszpory Maryjne
- Wolfgang Amadeus Mozart, Msza C-dur „Koronacyjna”, Requiem
- Modest Musorgski, Borys Godunow
- Carl Orff, Carmina Burana, Catuli Carmina
- Jan Kanty Pawluśkiewicz, Nieszpory ludźmierskie
- Krzysztof Penderecki, Kosmogonia, Pasja według św. Łukasza, Polskie Requiem
- Francis Poulenc, Gloria, Stabat Mater
- Siergiej Prokofjew, Aleksander Newski
- Gioacchino Rossini, Stabat Mater
- Arnold Schönberg, Ocalały z Warszawy
- Janusz Stalmierski, Symfonia Czterech Snów
- Igor Strawinski, Symfonia psalmów
- Tadeusz Szeligowski, Bunt żaków
- Dmitrij Szostakowicz, Pieśni Lasu
- Karol Szymanowski, Stabat Mater, Harnasie
- Fred Thayer, Gloria
- Giuseppe Verdi, Requiem

## Nagrania
Od wielu lat występy chóru są rejestrowane przez Polskie Radio, kilkanaście radiofonii zagranicznych i telewizje. Wiele wykonań zarejestrowano na płytach gramofonowych, CD i taśmach kasetowych. Wydano m.in.:
- 1988 – Kolędy
- 1991 – Musica Sacra
- 1994 – Carmina Burana
- 1996 – Symfonia czterech snów
- 1998 – Kolędy
- 1999 – Sacra et profana – polska muzyka chóralna
- 2002 – Polesia czar
- 2003 – Magnificat Janos Vajda, Te Deum Giuseppe Verdi
- 2004 – Gaude...
- 2005 – In principio

## Nagrody i wyróżnienia
Zespół pod batutą Szymona Wyrzykowskiego otrzymał wiele nagród i wyróżnień, m.in. najwyższe odznaczenia, nagrody i medale od władz państwowych i regionalnych. Wśród osiągnięć z lat 2007–2015 są wymieniane: 
- 2007 – 1. miejsce na festiwalu chóralnym w Trnavie
- 2008 – Grand Prix na 4. Międzynarodowym Festiwalu „Rybnicka Jesień Chóralna”
- 2008 – Grand Prix na Festiwalu Chóralnym w Szamotułach
- 2010 – 1. miejsce na 41. Konkursie Chóralnym „Legnica Cantat”, Legnica (między innymi na własność „Brązowa Lutnia” konkursu)
- 2010 – Specjalna Nagroda im. Francisco Vallejos na Międzynarodowym Konkursie Pieśni i Habaner w Torrevieja
- 2012 – Grand Prix na VII. Ogólnopolskim Konkursie Kolęd i Pastorałek „Gaudium Magnum” w Chełmnie
- 2012 – Grand Prix na Międzynarodowym Festiwalu Muzyki Religijnej im. ks. Stanisława Ormińskiego w Rumi[11]
- 2015 – Złoty Dyplom na Międzynarodowym Festiwalu Muzyki Chóralnej im. Feliksa Nowowiejskiego w Barczewie
- 2015 – Nadzwyczajny Złoty Dyplom w kategorii Folk oraz Złote Dyplomy w kategoriach Pop i Muzyka Sakralna na Międzynarodowym Konkursie Chóralnym Canco Mediterrania w Lloret de Mar

Ze cenne wyróżnienie członkowie zespołu uważają dedykowanie chórowi wielu nowych utworów przez współczesnych kompozytorów (Krzysztof Penderecki, Romuald Twardowski, Jan Hawel, Andrzej Koszewski, Marek Jasiński) – powierzanie ich pierwszego wykonania. W 2014 roku chór został uhonorowany tytułem Ambasador Szczecina.
W 2014 chór został odznaczony Srebrnym Medalem „Zasłużony Kulturze Gloria Artis”.